# Andrés de Santa Cruz
Andrés de Santa Cruz y Calahumana (1792-1865) là Tổng thống Peru 5 tháng trong năm 1827 và giai đoạn 1836-1838. Ông còn là Tổng thống Bolivia từ năm 1829 đến năm 1839. Năm 1836, ông thành lập Liên bang Peru-Bolivia và làm Hội Quốc công tối cao đến năm 1839. Ông mất năm 1865 ở Pháp.